# Shah Begum (moglie di Jahangir)
Shah Begum (nata Manbhawati Bai o Man Bai; Amber, 1570 – Allahabad, 5 maggio 1605) è stata una principessa indiana, figlia di Raja Bhagwant Das e prima moglie del principe Moghul Salim Mirza, che poco dopo la sua morte per suicidio sarebbe salito al trono col nome di Jahangir.

## Biografia
Shah Begum nacque come Manbhawati Bai, nota anche come Man Bai, nel 1570 ad Amber, capitale dell'omonimo regno. Era per nascita una principessa Rajput, figlia di Raja Bhagwant Das e Rani Bhagwati Bai. Era inoltre la sorella di Raja Man Singh e Raja Madho Singh e la nipote di Raja Bharmal.  Era perciò strettamente imparentata con Mariam-uz-Zamani, figlia di Bharmal, moglie dell'imperatore Akbar e madre di Salim Mirza (che nel 1606 sarebbe asceso al trono Moghul come Jahangir), e fu tramite lei che i due furono promessi in sposi fin da bambini.
Giudicata come un modello di bellezza, grazia e castità, l'unione fu approvata senza condizioni da entrambe le parti come la migliore possibile e il 13 febbraio 1585, quando i due avevano rispettivamente sedici e quindi anni, vennero celebrate le nozze nella città della sposa: il palanchino di lei venne portato a spalla dallo sposo e suo padre e i doni di nozze vennero valutati oltre dodici lakh di rupie. Agli ospiti vennero offerti cavalli persiani e arabi con selle d'oro, mentre la dote della sposa era composta da un corredo di diverse migliaia di pezzi d'arredamento e utensili d'oro massiccio e pietre preziose, un corteo di schiavi e schiave abissine e circasse e casse di stoffe preziose. Da parte sua, Akbar, padre dello sposo, offrì una lettiga d'oro massiccio e casse di lingotti e gioielli.
L'unione, da cui nacquero una figlia e un figlio in due anni, fu un successo: Salim era profondamente innamorato della moglie e lei, da parte sua, ricambiava con un'estrema devozione e lealtà. In segno di affetto e rispetto, nel 1587, subito dopo la nascita del loro figlio, la onorò col nome di Shah Begum, con cui divenne nota da quel momento in poi.
Shah cercò di crescere suo figlio, Khusrau Mirza, perché mostrasse al padre rispetto, lealtà e devozione, ma padre e figlio non andavano d'accordo e Khusrau era sempre al limite dell'aperta ribellione. Sconvolta da ciò e avendo fallito in tutti i suoi tentativi di riconciliare marito e figlio, Shah cadde in una profonda depressione, aggravata quando anche suo fratello Madho diede segni di ribellione contro i Moghul.

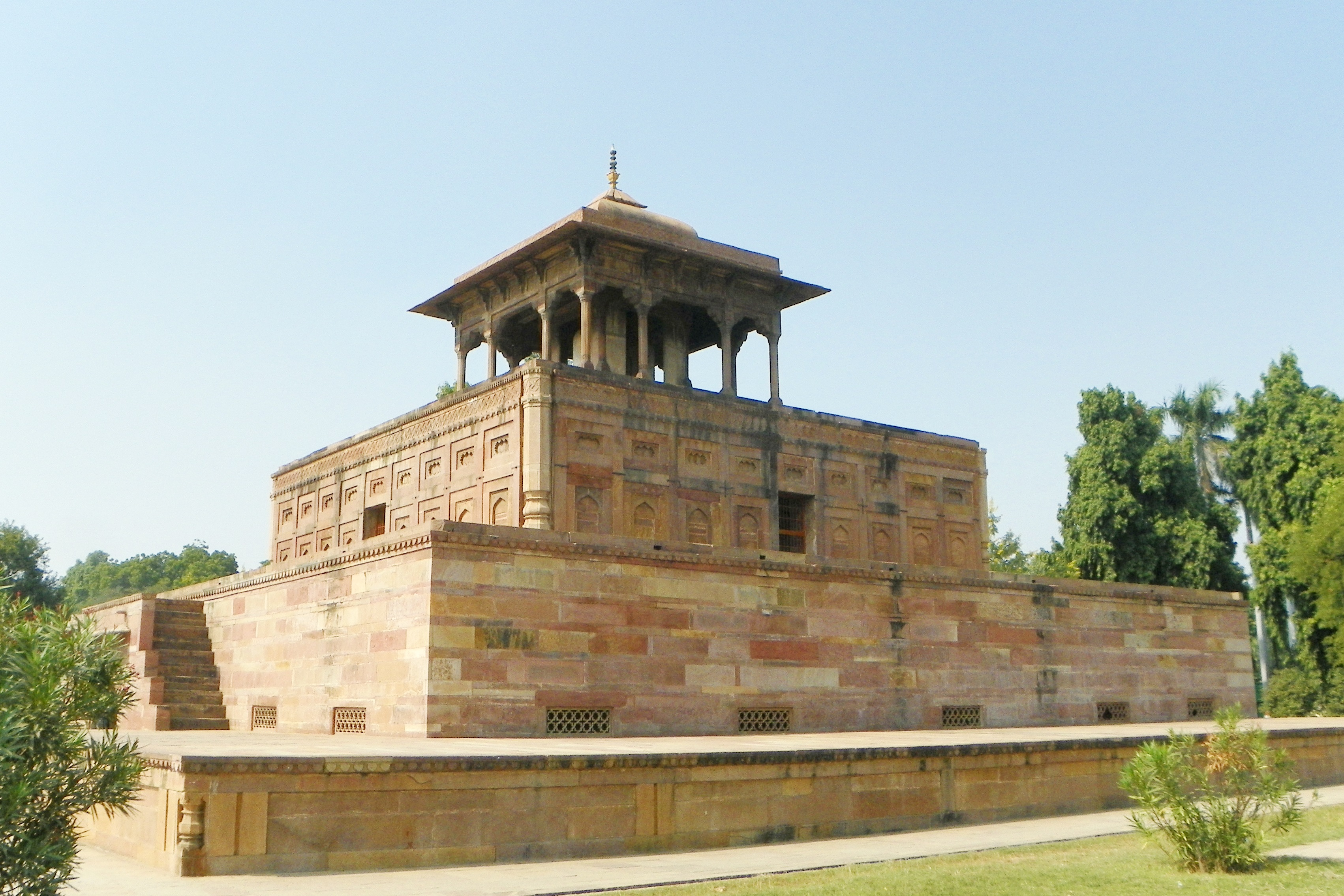
Mausoleo di Shah Begum

Il 5 maggio 1605, mentre Salim era a caccia, chiese alle sue ancelle di lasciarla sola e si suicidò tramite un'overdose di oppio. Informato della morte della moglie, Salim prese il lutto e digiunò per quattro giorni, fino a che sua madre riuscì a convincerlo a interrompere la fame.
Jahangir descrive così la morte di Shah nelle sue memorie:
Cosa dovrei scrivere della sua bontà e della sua eccellenza? Aveva una mente perfetta ed era così leale con me che avrebbe sacrificato mille figli e fratelli per un capello della mia testa. Scriveva costantemente consigli a Khusrau e cercava di ragionare con lui affinché fosse amorevole e leale con me. Quando vide che non serviva a niente e che non si sapeva dove sarebbe finita, decise di togliersi la vita per zelo, che è parte integrante della cultura Rajput. Mentre ero via per una caccia, il ventiseiesimo giorno di Dhu'l-Hijja 1013 (5 maggio 1605), con la mente in uno stato di squilibrio mangiò molto oppio e morì poco dopo. Poiché non era in grado di tollerare la cattiva condotta di suo figlio e di suo fratello nei miei confronti, disperò per la sua vita in un impeto di follia e si liberò di tutto questo dolore e lutto. Con la sua morte, dato l'attaccamento che avevo per lei, ho trascorso i miei giorni senza trarre alcun piacere dalla vita o dal vivere. Per quattro notti e giorni, ero così sconvolto che non ho preso né cibo né bevande.
La morte di Shah fu pianta anche dal resto della famiglia imperiale, compreso Akbar, che fornì al figlio i fondi per costruire un mausoleo in suo onore a Khusrau Bagh.

## Discendenza
Da suo marito, Shah Begum ebbe una figlia e un figlio:
- Sultanunnissa Nithar Begum (25 aprile 1586 - 5 settembre 1646). Nacque nel Kashmir, mentre i suoi genitori erano in viaggio verso il palazzo imperiale di Fatehpur Sikri. Come primogenita dell'erede al trono, la sua nascita fu celebrata per diversi giorni nel palazzo di sua nonna Mariam-uz-Zamani. Morì nubile e venne sepolta nel mausoleo di Akbar, nonostante durante la sua vita si fosse fatta costruire una tomba a Khusrau Bagh.
- Khusrau Mirza (16 agosto 1587 - 26 gennaio 1622). Figlio maggiore di Jahangir ed erede presunto, ma mai andato d'accordo con lui, infine si ribellò al padre che, pur risparmiandogli la vita, lo fece accecare e imprigionare. Fu poi ucciso per ordine del fratellastro Khurram, che sarebbe poi salito al trono col nome Shah Jahan.

## Cultura popolare
- Nella serie TV Noorjahan (2000), è interpretata dall'attrice Krutika Desai Khan;
- Nella serie TV Jodha Akbar (2013), è interpretata dall'attrice Jyotsna Chandola;
- Nella serie TV Siyaasat (2014), è interpretata dall'attrice Neetha Shetty;
- Nella serie TV Dastaan-E-Mohabbat Salim Anarkali (2018), è interpretata dall'attrice Heli Daruwala;
- Nella web serie Taj: Divided by Blood (2023), è interpretata dall'attrice Anushka Luhar.